# Matt Braun
Pour les articles homonymes, voir Braun.
Matt Braun, né en 1932 dans l'État de l'Oklahoma, est un écrivain américain spécialisé dans le western.

## Biographie
Il passe sa jeunesse sur le ranch familial situé non loin de tribus amérindiennes des Cherokees et des Osages.
Son œuvre  été récompensée par un Owen Wister Award et un Golden Spur Award remis par le Western Writers of America.
Le titre de Oklahoma Territorial Marshal lui a été décerné par le gouverneur de l'Oklahoma.

## Œuvre

### Romans

#### SérieGunfither
- Noble Outlaw (1977)
- The Gamblers (1997)
- One Last Town (1997)
- Doc Holliday (1997)

#### SérieLuke Starbuck
- Jury Of Six (1980)
- The Manhunter (1981)
- Tombstone (1981)
- Hangman's Creek (1982)
- The Judas Tree (1982)
- The Spoilers (1982)
- Deadwood (2003)

#### SérieBrannocks
- The Brannocks (1986)
- Windward West (1987)
- Rio Hondo (1987)
- A Distant Land (1988)

#### Autres romans
- Black Fox (1973)
- Mattie Silks (1975)
- The Savage Land (1975)
- Cimarron Jordan (1976)
- Buck Colter (1976)
- The Second Coming Of Lucas Brokaw (1978)
- Rio Grande ou The Stuart Women (1980)
- El Paso (1981)
- Santa Fe (1983)
- Kinch (1985)
- Bloodstorm (1985)
- Bloody Hand (1985)
- Indian Territory (1985)
- The Kincaids (1988)
- Lords of the Land (1989)
- Tenbow (1991)
- Wyatt Earp (1994)
- Outlaw Kingdom (1996)
- Texas Empire (1996)
- The Last Stand (1998)
- Gentleman Rogue (1999)
- You Know My Name (1999)
- Bloodsport (1999)
- Shadow Killers (2000)
- Kinch Riley (2000)
- Death Walk (2000)
- Hickok & Cody (2001)
- The Killing Touch (2001)
- The Wild Ones (2002)
- The Overlords (2003)
- The Warlords (2003)
- Black Gold (2004)
- The Highbinders (2004)
- Crossfire (2004)
- Wages Of Sin (2004)
- Dakota (2005)
- Westward Of The Law (2006)
- Dodge City (2006)
- WesternLore (2013)

### Nouvelles
- The Road To Hell (1977)
- A Time Of Innocence

### Autres publications
- The Save-Your-Life Defense Handbook (1977)
- How To Write Novels That Sell (1991)
- Matt Braun's Western Cooking (1996)